# Pseudochama cristella
Pseudochama cristella is een tweekleppigensoort uit de familie van de Chamidae. De wetenschappelijke naam van de soort is voor het eerst geldig gepubliceerd in 1819 door Lamarck.